# Царьков, Фёдор Филатович
Фёдор Павлович Царько́в (1888, с. Деревенское, Рязанская губерния — 13 мая 1938, Куйбышев) — советский партийный и государственный деятель.

## Биография
С 11-летнего возраста работал в Петербурге обойщиком в кустарной мастерской, позднее — токарем на заводах «Парвиайнен», «Вулкан».
В мае 1906 вступил в РСДРП. Активно участвовал в революционной деятельности, несколько раз был арестован.
В 1913 призван в армию. В 1914—1917 на фронтах 1-й мировой войны, вахмистр кавалерии. В период Февральской революции находился на фронте, участвовал в организации армейских комитетов. В 1917 году — председатель полкового комитета, член дивизионного и корпусного комитетов.
Участник Октябрьской революции 1917 года в Петрограде. Делегат II съезда Советов от армии.
С 1918 — помощник коменданта революционной охраны Выборгского района, начальник губернской милиции, председатель Выборгского райсовета.
В 1921 окончил рабочий факультет Петроградского политехнического института, затем учился на экономическом факультете института.
В 1926—1929 годы заведовал Ленинградским губернским (областным) отделом народного образования. В 1929—1931 годы — на работе в Ленинградском обкоме ВКП(б).
С 14 декабря 1931 по май 1932 председатель Ленинградского облисполкома; избирался членом бюро обкома партии, членом Ленсовета.
В 1932—1935 секретарь президиума Куйбышевского облисполкома. С 9 мая 1936 председатель Куйбышевского горсовета.
В 1930—1934 кандидат в члены ЦК ВКП(б).
4.7.1937 арестован. 13.5.1938 по обвинению в участии в «контрреволюционной право-троцкистской террористической и диверсионно-вредительской организации, действовавшей в Ленинграде», приговорён Военной коллегией Верховного суда СССР к смертной казни; расстрелян.
Реабилитирован 15 ноября 1957 года.

### Семья
Жена — Н. В. Столяр.